# Carlo Gatti

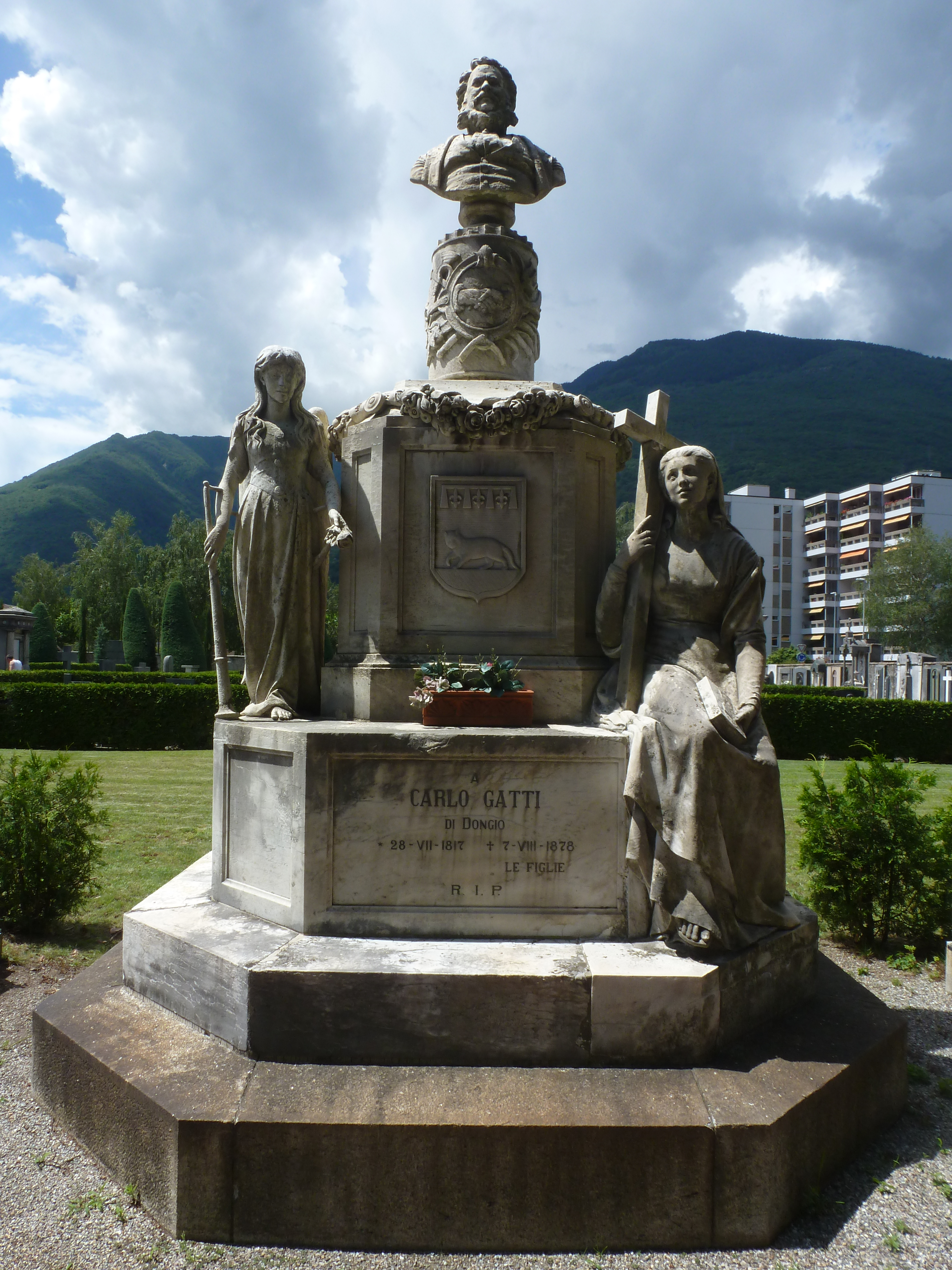
Grabmal von Carlo Gatti auf dem Stadtfriedhof von Bellinzona

Carlo Giuseppe Nazaro Gatti (* 27. Juli 1817 im Weiler Marogno (damals Teil von Dongio, heute von Acquarossa); † 6. September 1878 ebenda) war ein schweizerisch-britischer Unternehmer und liberaler Politiker aus dem italienischsprachigen Kanton Tessin. Er war ein Pionier der Speiseeisproduktion in England und wirkte als innovativer Erneuerer der Gastronomie, indem er als erster Restaurateur auch Angebote für die Londoner Mittelschicht schuf.

## Leben
Carlo Gatti wurde 1817 als Sohn des Kastanien-Händlers Stefano Gatti (1776–1842) und von Apollonia De Righetti als jüngstes von sechs Kindern im Weiler Marogno wenig südlich von Dongio geboren. Die Familie besass das Ortsbürgerrecht, das heisst, sie war stimmberechtigt in der vicinanza, und gehörte dem sogenannten Patriziat an, das seit der Gemeinen Herrschaft über weitreichende Selbstbestimmungsrechte verfügte. Die Familie hatte bescheidenen Landbesitz, und einzelne Angehörige konnten Positionen als Priester und Anwälte erlangen. Carlo hatte nur eine einfache Schulbildung. Es ist überliefert, dass er sich kaum für den Unterricht interessierte und diesem nach Schlägen des Dorfschullehrers Don Giacomo Martinoli fernblieb. Darauf wanderte er im Alter von 12 oder 13 Jahren nach Paris aus, um als Kastanienverkäufer zu arbeiten.
Das Bleniotal, wo Kastanien in einer Selva genannten gemischten Waldwirtschaft wuchsen, wurde seit der beginnenden Neuzeit von der saisonalen Auswanderung der Männer geprägt, was aber keineswegs immer aus Armut geschah. 1743 waren zum Beispiel 815 Männer von 18 bis 60 Jahren heimatabwesend, was 47 % aller männlichen Erwachsenen entsprach; einzelne Dörfer erreichten jedoch Anteile von bis 93 %. Im 18. Jahrhundert noch hauptsächlich in Mailand tätig, wurde ihnen nach 1848/1849 die Niederlassung in der Lombardei erschwert. Auf Druck Österreichs mussten 6000 Tessiner die Lombardei 1853 verlassen. Sie wandten sich vermehrt nach Frankreich, Belgien und England. Kombiniert mit dem Einkommen der zuhause mit den Kindern und der häuslichen Landwirtschaft beschäftigten Frauen, denen die Männer im Sommer zu Hilfe kamen, war dies eine häufig einträgliche Lebensweise.

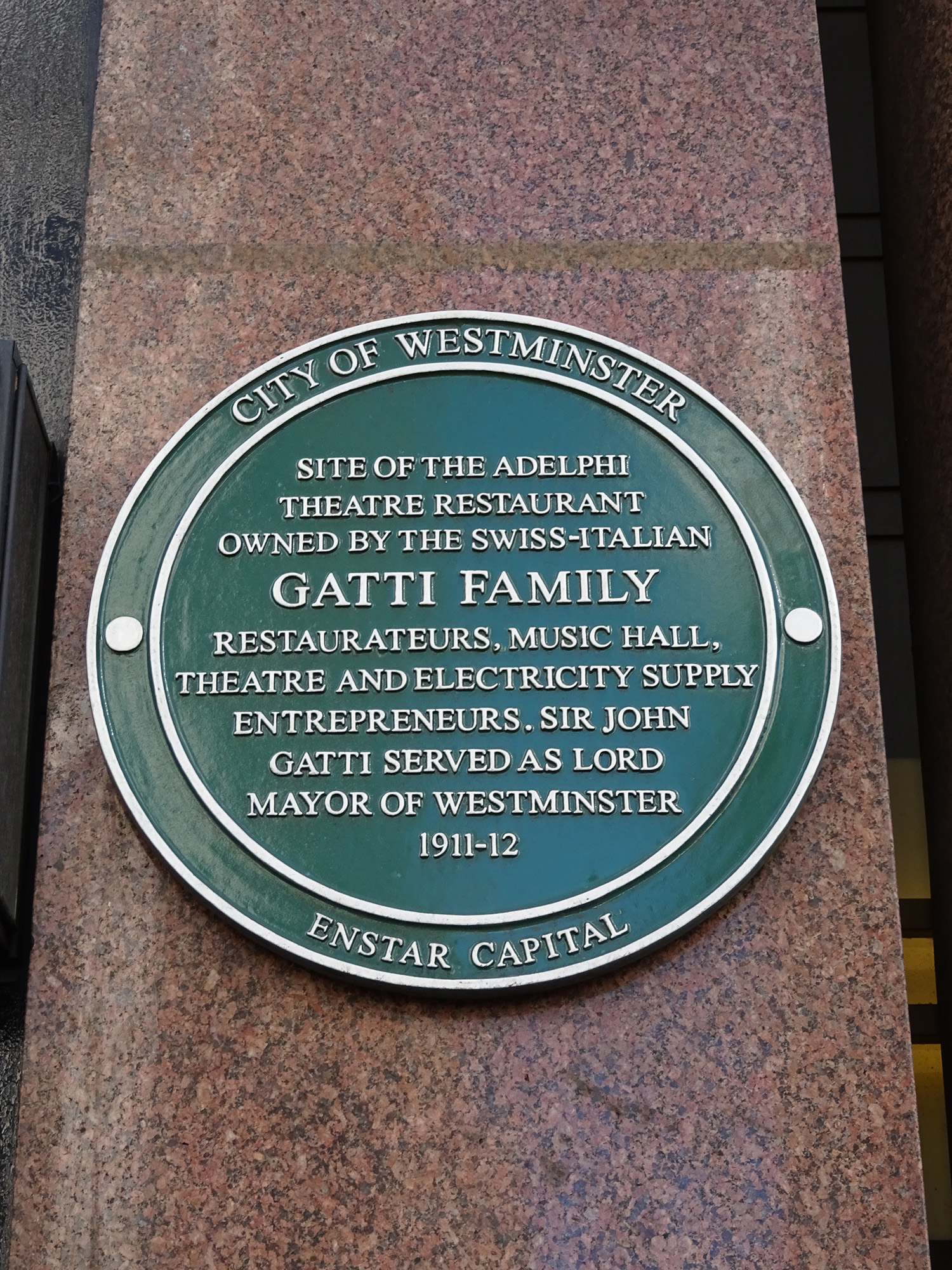
Gedenken an die Nachkommen Carlo Gattis in London

1839 heiratete der 22-jährige Carlo Gatti die junge Maria Marioni aus Castro, die im Café ihres Vaters in Paris arbeitete. Die Familien Gatti und Righenzi betrieben zu dieser Zeit das Handelsgeschäft Magasin de Marrons de Lyon, de Luc, Turin et de toutes espèces an der Rue Montmartre 84 in Paris. Zur grossen Erleichterung seiner Brüder, die sich wegen seines ungefestigten Lebenswandels und seiner Spielschulden Sorgen machten, entschied sich Gatti, nach England zu gehen, wo er am 2. Juli 1847 eintraf. In London begann er mit dem Betrieb eines Kaffee-Verkaufswagens, an dem er im Winter auch Marroni anbot. Er wohnte im ärmlichen, hauptsächlich von irischen Einwanderern geprägten Stadtteil Holborn in der dortigen Italienerkolonie. 1849 schloss er sich mit dem Chocolatier Battista Bolla zusammen und gründete ein fest installiertes Kaffeehaus.
Ab 1850, nun bereits mit zwei Geschäftsniederlassungen, kam eine eigene Schokoladenproduktion dazu. Die hauseigene Kakao-Röstung bei Gatti & Bolla’s fand publikumswirksam im Schaufenster statt. Im Inneren des Lokals wurden Süssigkeiten verkauft und heisse Getränke und Mahlzeiten serviert. Als zusätzliche Attraktion wurde, zum ersten Mal in England, auch Eiscrème erschwinglich angeboten. Die Geschäfte mit den Adressen Holborn Hill 129 und Hungerford Market liefen gut, sodass nun Gattis Brüder Giuseppe und Giovanni ihre Tätigkeit in Paris aufgaben und nach London zogen, auch weil das Kastaniengeschäft in Folge einer Pflanzenkrankheit in einer Krise war.

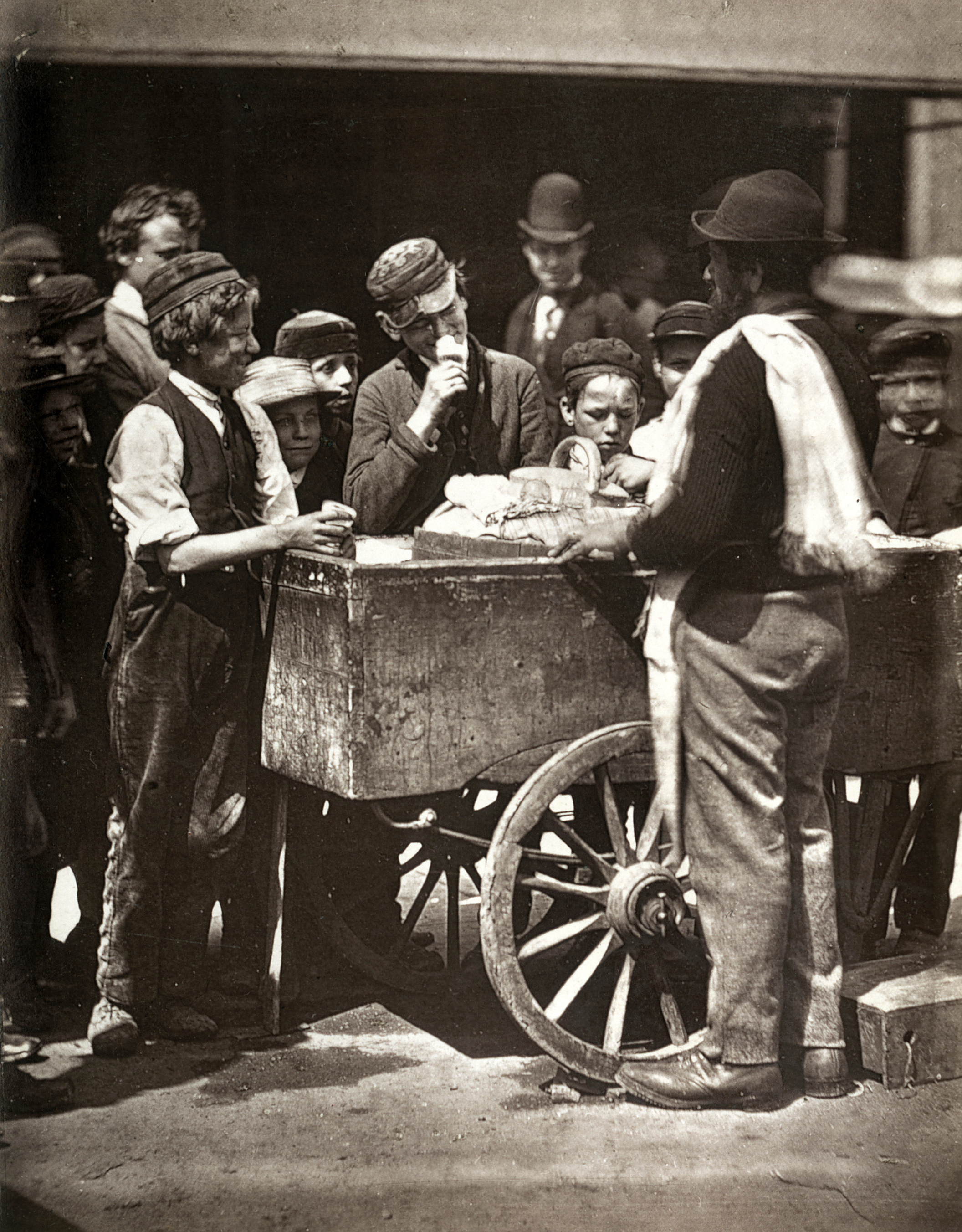
Eis in London 1877

Die Brüder brachten ihr Kapital aus dem verkauften Geschäft mit. Damit konnte eine halbindustrielle Schokoladenproduktion mit Hilfe einer Dampfmaschine aufgebaut werden. Trotz Rückschlägen, wie dem Brand der Markthalle Hungerford Hall am 31. März 1854 (Gatti war versichert und verfügte danach über eine verbesserte Liquidität), prosperierte das Geschäft. Carlo Gatti expandierte 1857 in den Natureishandel mit Norwegen und etablierte eine Zusammenarbeit mit Johan Dahll aus Kragerø. In Norwegen wurde das Eis im Frühling aus den Seen ausgesägt und, mit wachsender Nachfrage, auch auf künstlich überflutetem Land «angebaut». Mit Schiff und Eisenbahn erreichte es Gattis Lagerhäuser und eigene Distribution in London. Carlo Gatti veranlasste den Nachzug zahlreicher Landsleute für die Mitarbeit in seinen Betrieben. In der Strand Area, in Holborn, Lambeth und Islington entstand eine eigentliche Tessinerkolonie. Der ebenfalls aus dem Bleniotal eingewanderte Maurizio de Maria (1853–1910) feierte mit seinem Londoner Restaurant etwas bescheidenere Erfolge.  Schokoladenherstellung und Eisgewinnung waren traditionelle Berufszweige im Bleniotal (siehe Cima-Norma) und im benachbarten Ort Biasca.
Diesem Handel verdankte Gatti zum grossen Teil seinen Reichtum. Zum Angebot gehörte nun auch das luxuriöse Royal Adelaide Gallery Restaurant in der King William Street, das die Familie von ihrem Vorbesitzer übernahm und bis 1939 führte. Es besass eine Grossküche und bot Platz für hunderte von Gästen. Zudem stiegen die Gattis 1865 auch ins Unterhaltungsgeschäft ein. Es entstanden das Gatti’s Palace of Varieties (Gatti’s over the Water) an der Westminster Bridge Road und das Gatti’s in the Arches (Gatti’s on the Strand) an der Villers Street in Charing Cross, beliebte Treffpunkte für die vergnügungswillige Londoner Jeunesse dorée. Den Gästen stand eine Halle mit 30 Billardtischen offen. Diese Betriebe dienten gleichzeitig der Vermarktung von Gattis Süsswarenproduktion. Die Charing Cross Music Hall an der Villers Street besteht bis heute.

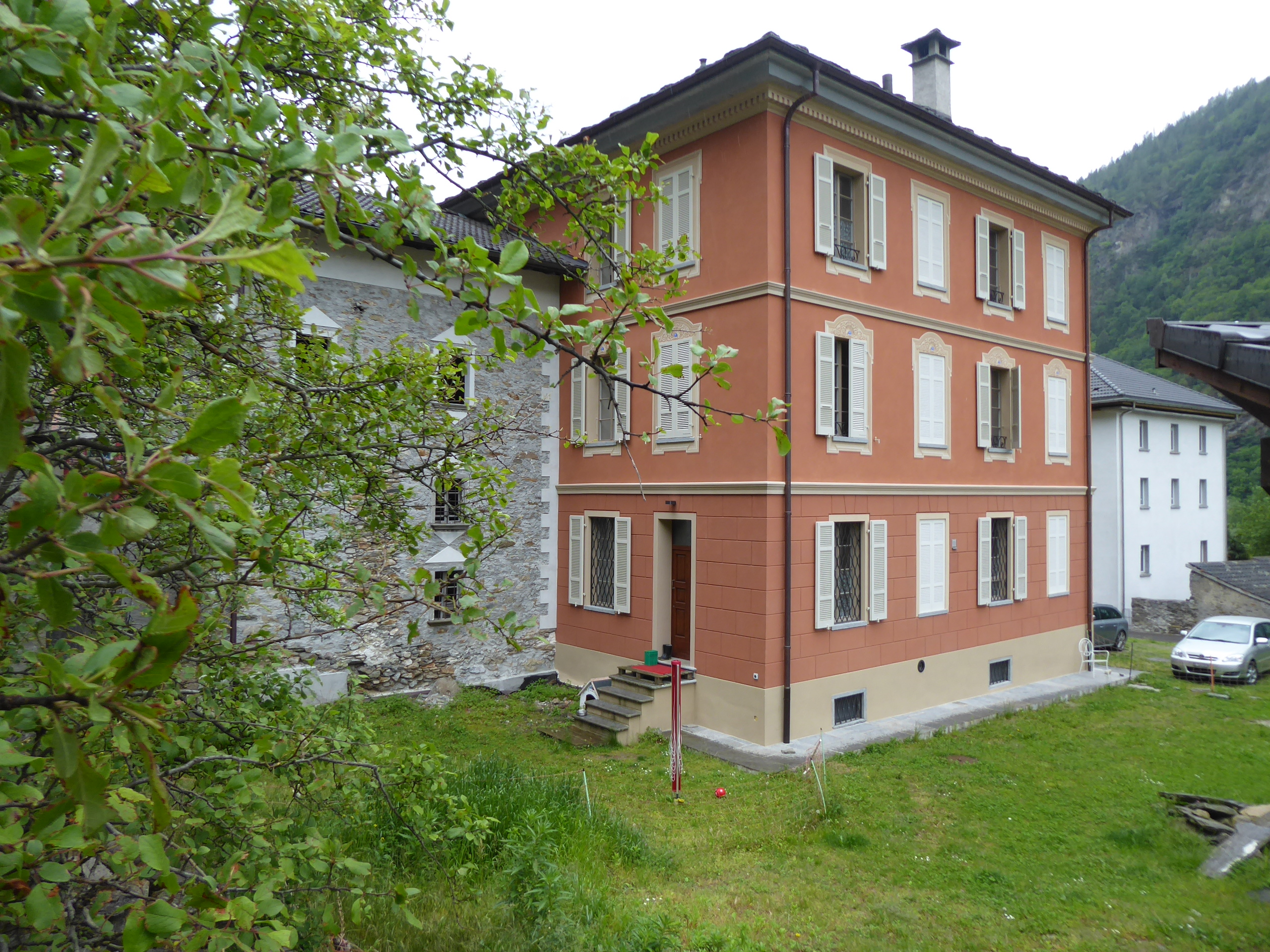
Links das Geburtshaus Gattis; in der Mitte seine eigene Villa; rechts im Hintergrund das Haus seiner Brüder

1871 verheiratete sich Carlo Gatti in zweiter, kinderloser Ehe mit der 23-jährigen Marietta Andreazzi und verbrachte danach mehr Zeit im Tessin, wohin er während seiner ganzen Laufbahn immer wieder zurückgekehrt war. 1867 war er als Liberaler ins Tessiner Kantonsparlament gewählt worden, in dem er jedoch bis 1875 kaum in Erscheinung trat. Der Bau der Lukmanierpassstrasse, die das Bleniotal ab 1877 mit dem Kanton Graubünden verband, geht teilweise auf seine Initiative zurück. Trotz seiner britischen Staatsbürgerschaft ab Mai 1858 fühlte er sich weiterhin seiner Herkunft verbunden, wo er 1865 an sein Geburtshaus eine Villa anbaute. Einen Teil seines Vermögens investierte seine Familie 1870 in den Kauf eines Landsitzes in Hendon bei London und in das Schloss Castello di Tabiano bei Parma, das luxuriös ausgebaut wurde. Carlo Gatti starb in Dongio und wurde auf dem Friedhof von Bellinzona beerdigt.
Die Familie liess die Veröffentlichung einer Biographie über Gatti in England gerichtlich verbieten, wohl um die bescheidene Herkunft ihres Stammvaters zu überdecken. Von sechs Kindern (fünf Töchter und ein als Kind verstorbener Sohn) erreichten nur drei das reife Erwachsenenalter. Nachkommen hatten bis weit ins 20. Jahrhundert einen grossen Einfluss auf das Londoner Unterhaltungsgeschäft (Adelphi Theatre, Vaudeville Theatre und bis 1939 die Royal Adelaide Gallery) und betätigten sich auch im Energiesektor (Charing Cross & Strand Electricity Supply Company) und in der Politik Englands. So war der 1903 in den Stadtrat gewählte John Gatti 1911–1912 Bürgermeister von Westminster. Er wurde 1928 geadelt. Ein weiterer Zweig der Familie lebt heute in Italien. Im Zweiten Weltkrieg wurden mehrere der Geschäftslokale bei Angriffen der deutschen Luftwaffe zerstört. In den Kriegsjahren kamen Tessiner in England unter Verdacht, Italiener zu sein. Jack John Gatti verkaufte das Adelphi 1955 und das Vaudeville 1969. Die United Carlo Gatti, Stevenson and Slaters Company wurde 1981 aufgelöst. Die Erbenfamilie Corazza-Gatti verkaufte 1988 die letzten Londoner Liegenschaften Carlo Gattis.

## Ehrungen
Die Strasse durch seinen Geburtsort Marogno ist heute nach ihm benannt.

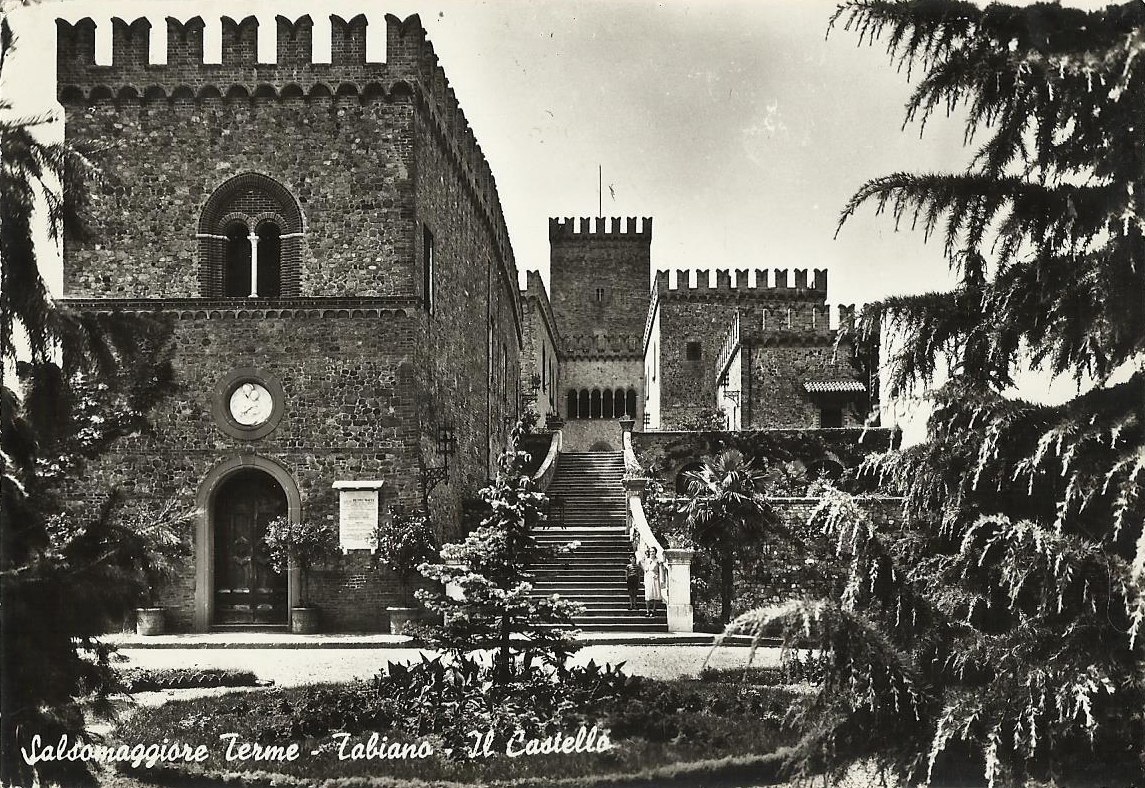
Das Castello di Tabiano um 1950

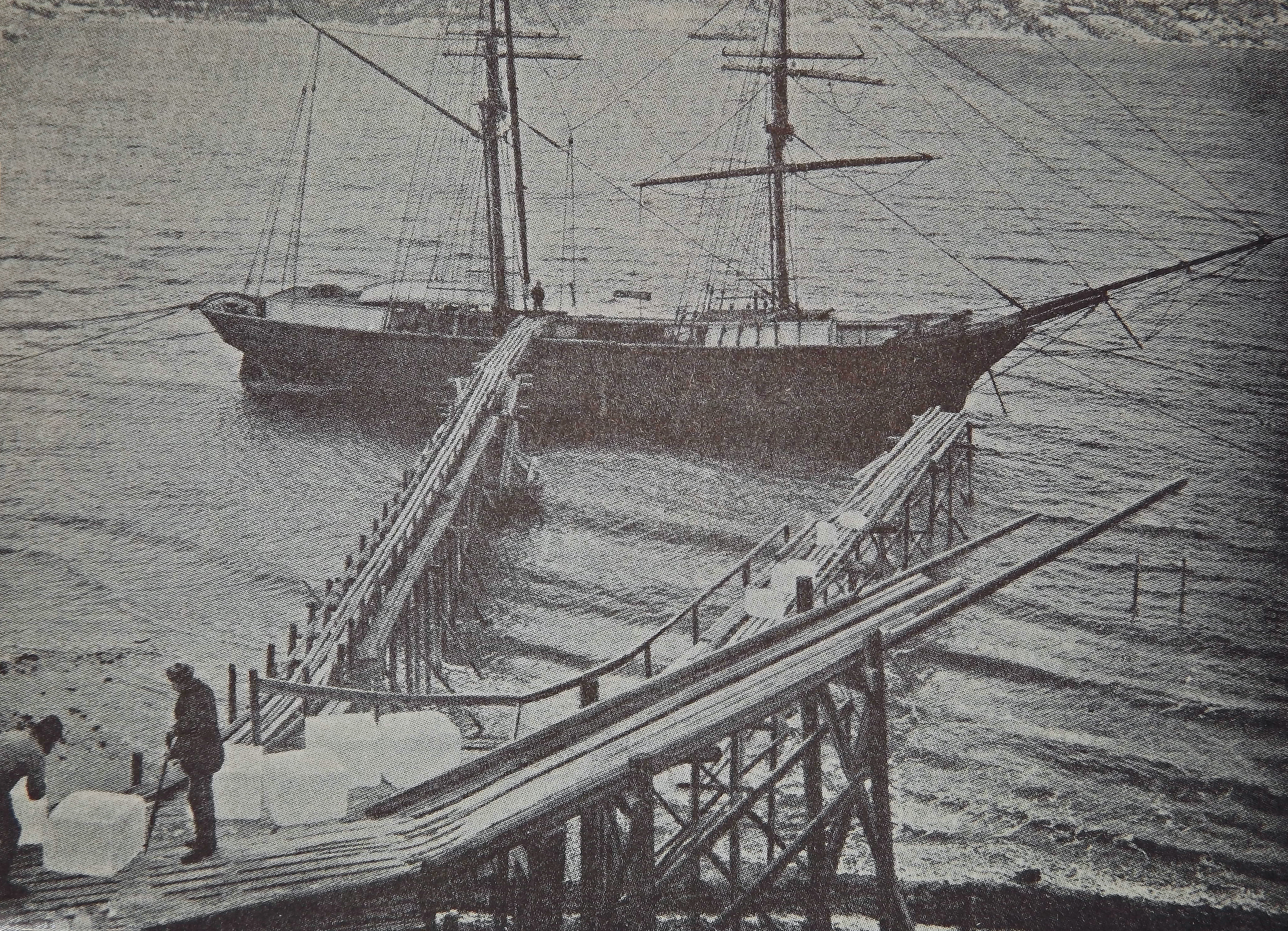
Eisverlad in Norwegen

| Kastanienverkäufer                           | 982 |
| Betreiber von Kaffee- und Schokoladenlokalen | 130 |
| Laufburschen und Hausdiener                  | 30  |
| Kaufleute (Kolonialwaren)                    | 20  |
| Hilfsarbeiter                                | 14  |
| Köche und Kellner                            | 12  |
| Glaser und Glasbläser                        | 11  |
| Kaufleute (Obst und Gemüse)                  | 10  |

## Literarische Rezeption
- Anne Cuneo: Gatti’s Variétés. Bernard Campiche Éditeur, Orbe 2014.
  - Der Eiskönig aus dem Bleniotal, übersetzt von Erich Liebi, Bilgerverlag, Zürich, 2017, ISBN 978-3-03762-066-3 (Lizenzausgabe Insel Taschenbuch, 2019, ISBN 978-3-458-36412-2).